# Бански костюм
Банският костюм, често наричан само бански (понякога погрешно членувано като банските), е част от облеклото, използвано при къпане и плуване на публични места, както и при други летни дейности като плажен волейбол, водна топка, сърф и други.

## История
Да се говори за бански костюм в древността, средновековието и дори Ренесанса е неуместно. В Древен Рим баните се превръщат едва ли не в култ, но по онова време хората се къпят голи или в дълги домашни ризи, които не са предназначени специално за това. На фреските в Помпей могат да се видят изображения на жени в костюми, които наподобяват днешните бикини, но тази традиция много бързо е забравена.
По времето на Луи XIV и жените, и мъжете се къпят по бельо. За първите бански костюми може да се говори едва през XVIII век. По това време, особено във Франция се чувства освобождаване на мисленето, отчасти дължащо се и на идеите на Русо. През XIX век започват да се появяват отделно женски и мъжки бански костюми. Във Франция например се появяват обтегнатите по тялото раирани мъжки бански (най-често в бяло и синьо). Женските все още представляват рокли до коляното, носени с панталони буфон.
През XIX век банските костюми се променят драстично, стават по-къси, по-удобни и практични. През 1920 г. Коко Шанел лансира модата на „загаряне“, като за целта на слънцето се излагат краката, ръцете и раменете. През 1946 година бикините революционизират модата в плуването и къпането. Дотогава и мъжките, и женските бански костюми са цели.

## Видове

### Женски

#### Цял
Целият бански е направен от едно парче, обикновено плътно прилепнал към тялото, използван от жените най-вече при плуване в басейн, море или океан, а също така и при спортове като скокове във вода и синхронно плуване. Отпред той покрива гърдите, корема и слабините, а отзад седалището, като гърбът остава отворен.
Преди бикините всички бански костюми са цели, дори тези за мъжете в малко по-стари времена. Днес целите бански са много разнообразни, като някои покриват голяма част от тялото, а други – не. Деколтето може да е много дълбоко или съвсем около врата.
В състезателното плуване напоследък навлизат съвършено нови технологии в изработката на бански костюми. Използва се продуктът LZR Racer – разработка на НАСА, който първоначално е бил предназначен за астронавтите. Спидо успява да приспособи този материал за изработка на костюми за плувци. Материалът представлява високоеластичен найлон в съчетание с полиуретан. Няма шевове. Покрива цялото тяло (както при жените, така и при мъжете). Този бански за пръв път е разрешен за ползване на Олимпийските игри в Пекин през 2008 година. Намалява значително триенето във водата, а това че е тънък, лек и еластичен, позволява на мускулите да дишат.

#### Бикини
Бикини е дамски бански костюм, състоящ се от две части – сутиен и гащета.
Бикините като комплект са демонстрирани за първи път на модно ревю в Париж на 5 юли 1946 г. от модния дизайнер Луи Реар. Преди това са използвани цели бански костюми, прикриващи тялото в значително по-голяма степен.
Новият костюм приема името си от атола Бикини, където по онова време са извършвани опити с американско атомно оръжие. За представяне на ревюто на новия костюм моделиерът среща големи трудности да намери смела манекенка поради което използва танцьорка от нощен клуб в Париж.
За кратко време бикините завладяват плажовете на Западна Европа, с изключение на Испания, където са забранени по указание на генерал Франко. Едва 10 г. по-късно са приети в пуританските САЩ, за което заслуга има филмът „И Господ създаде жената“ с участието на Бриджит Бардо. Бикините стават модни в САЩ едва в началото на 1960-те години. Днес бикините са неделим елемент на плажната мода. Техните размери все повече намаляват и се показват по-големи части от женското тяло. Много жени не използват горната част на бикините, а долната понякога покрива само предната част на тялото (така наречените G string).

### Мъжки

#### Плувки
Плувките приличат на обикновен мъжки слип, но се изработват от други материали. Рядко срещана разновидност е мъжкият аналог на бикините, наречен „манкини“.

#### Шорти
Шортите са широк бански костюм, наподобяващ къси панталони. Най-често се изработва от полиестер или друг шушкав плат. Под самите панталони има бандаж, който придържа половите органи и осигурява комфорт по време на ползване.